# Thalictrum laeteviride
Thalictrum laeteviride är en ranunkelväxtart som beskrevs av B. Boiv.. Thalictrum laeteviride ingår i släktet rutor, och familjen ranunkelväxter. Inga underarter finns listade i Catalogue of Life.